# Owen Thomas Jones
Owen Thomas Jones (* 16. April 1878 in Beulah, Cardiganshire; † 5. Mai 1967) war ein britischer Geologe walisischen Ursprungs, der sich besonders mit der Geologie von Wales befasste.
Jones studierte Physik am University College von Aberystwyth mit dem Abschluss 1900 und Naturwissenschaften mit dem Schwerpunkt Geologie am Trinity College der Universität Cambridge mit dem Abschluss 1902. Ab 1903 war er beim British Geological Survey, wo er vor allem in Wales kartierte. 1910 wurde er der erste Professor für Geologie in Aberystwyth und 1913 wurde er Professor an der Manchester University. 1930 bis 1943 war er Woodwardian Professor für Geologie an der Universität Cambridge.
1926 wurde er Fellow der Royal Society, deren Royal Medal er 1956 erhielt. 1926 erhielt er die Lyell-Medaille und 1945 die Wollaston-Medaille.